# Martine Sagaert
Martine Sagaert, née le 28 octobre 1953 à Asnières-sur-Seine  (aujourd'hui dans les Hauts-de-Seine), est professeure, essayiste, biographe et auteure de littérature jeunesse.

## Biographie
Martine Sagaert est professeure émérite de littérature française des  XXe et XXIe siècles à l'université de Toulon.
Elle a enseigné à l’Université de Bordeaux 3 (IUT des métiers du Livre). Elle a été membre de l'ITEM  — « Institut des Textes et Manuscrits moderne » CNRS./E.N.S,  dans l'équipe de recherche «Genèse et autobiographie, UMR 8132 ». Elle a dirigé la collection Horizons génétiques aux Presses Universitaires de Bordeaux.
En 2010, elle sort, aux éditions la Treille muscate, son premier ouvrage de fiction à destination de la jeunesse : Péloulou, l'histoire d'un ours en peluche en quête d'amitié. Et en 2018, Burdi, l'histoire d'un autre petit ours.
En 2016, elle a fait paraître chez Robert Laffont, avec Yvonne Knibiehler, Les Mots des mères, une analyse historique et littéraire avec une anthologie d'écrits de femmes de la fin de l'Ancien Régime à nos jours.
En 2022, elle a dirigé avec André-Alain Morello l'ouvrage Silvia Baron Supervielle ou le voyage d'écrire (Champion, "Babeliana") et, en 2023 elle a édité Victoria Ocampo et André Gide avec une préface de Silvia Baron Supervielle (Classiques Garnier).

## Domaines de recherches
- Spécialiste de critique génétique et en particulier des œuvres d’André Gide, Paul Léautaud et Christiane Rochefort, elle est l’auteur d'une biographie de Paul Léautaud (La Manufacture, « Qui êtes vous ? », 1988).

- Sur André Gide, elle a consacré un portfolio (ADPF, 2002). Elle a édité la Correspondance André Gide – Charles-Louis Philippe (Centre d’Études gidiennes, 1995), le Journal 1926-1950 (Gallimard, « Bibliothèque de la Pléiade », 1997) et Ainsi soit-il ou les jeux sont faits d'André Gide (Gallimard, « L’Imaginaire », 2001). Elle a collaboré à l’édition de Souvenirs et voyages (Gallimard, « Bibliothèque de la Pléiade », 2001). Elle a signé avec Peter Schnyder l'ouvrage André Gide : l'écriture vive (PUB, 2009) et créé le site internet www.andre-gide.fr.

- Elle a écrit une Histoire littéraire des mères de 1890 aux années 1920 (L'Harmattan, 1999).

- Aux Presses Universitaires de Bordeaux, elle a dirigé un ouvrage consacré aux Manuscrits littéraires du XXe siècle (2005).
- Elle a codirigé avec André-Alain Morello et Marc Sagaert "Médecine et écriture", Babel, "Transverses" 2018.

## Bibliographie

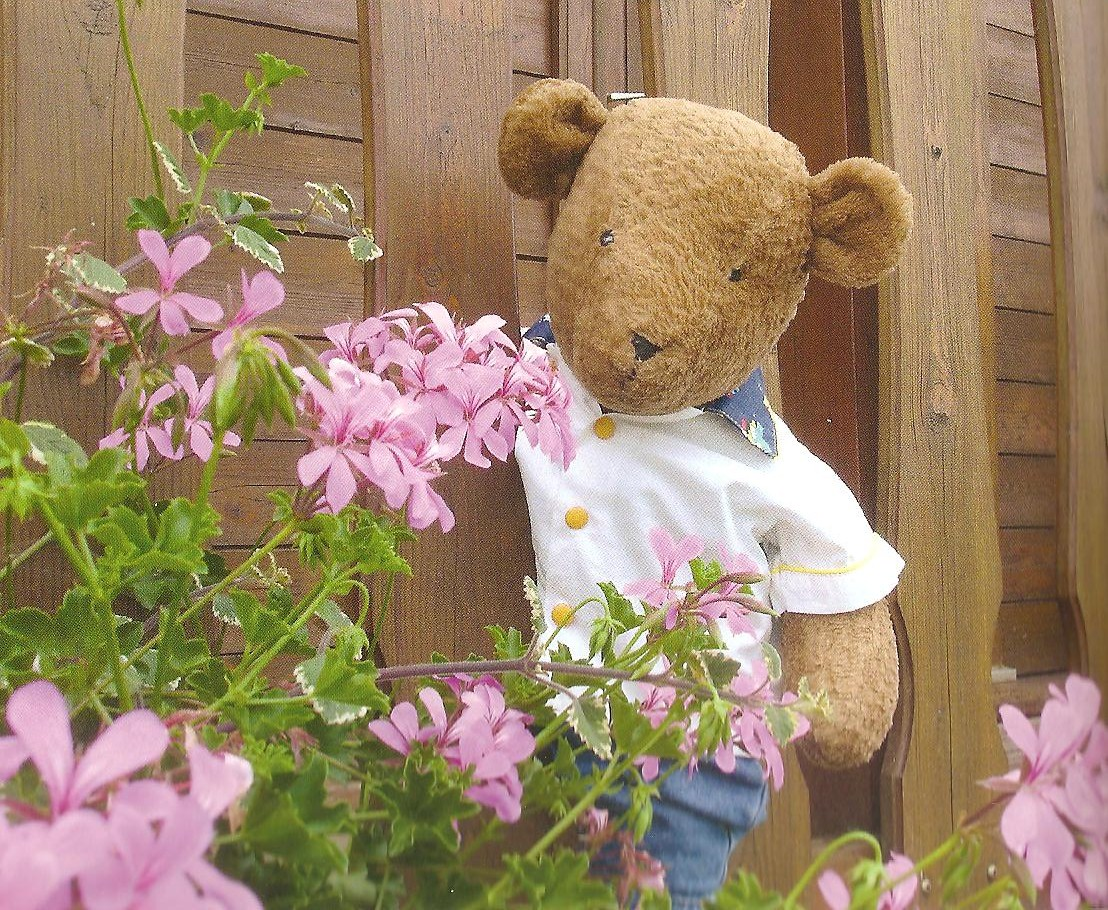
Personnage de Péloulou